# Porquerolles
Porquerolles eller Île de Porquerolles (fransk udtale: pɔʁkəʁɔl), er en ø i Îles d'Hyères, Var, Provence-Alpes-Côte d'Azur, Frankrig. Den har et areal på 12,54 km² og i 2004 var der 200 indbyggere.
Porquerolles er den største og den vestligste af de tre hovedøer i Îles d'Hyères. Den er omkring 7 kilometer lang og og 3 km bred, med fem små rækker af bakker. Sydkysten er med klipper, men på nordkysten ligger en havn og strandene Notre Dame, La Courtade, og Plage d'Argent.
Øens landsby blev grundlagt i 1820, og et fyr blev bygget i 1837 og en kirke i 1850. Hele øen blev i 1912 købt af François Joseph Fournier, tilsyneladende som en bryllupsgave til hans kone; han plantede en vingård på 200 ha hvis vine var blandt de første der blev klassificeret som vin des Côtes de Provence.
I 1971 købte staten 80 procent af øen for at beskytte den mod udvikling. En stor del af øen er nu en del af Parc national de Port-Cros og arboretet Conservatoire botanique national méditerranéen de Porquerolles.
Øen er scene for romanen fra 1949 Mon Ami Maigret (Min ven Maigret) af Georges Simenon og romanen fra 1964 Valparaiso af Nicolas Freeling.
Siden 2010 har øen hver sommer været vært for jazzfestivalen "Jazz à Porquerolles".

## Eksterne kilder og henvisninger
- Wikimedia Commons har flere filer relateret til Porquerolles

- ProvenceWeb: Ile de Porquerolles
- Porquerolles - office de tourisme la londe les maures
- Porquerolles.com description
- Officiel website for nationalparken Arkiveret 29. november 2014 hos  Wayback Machine